# Fjärd

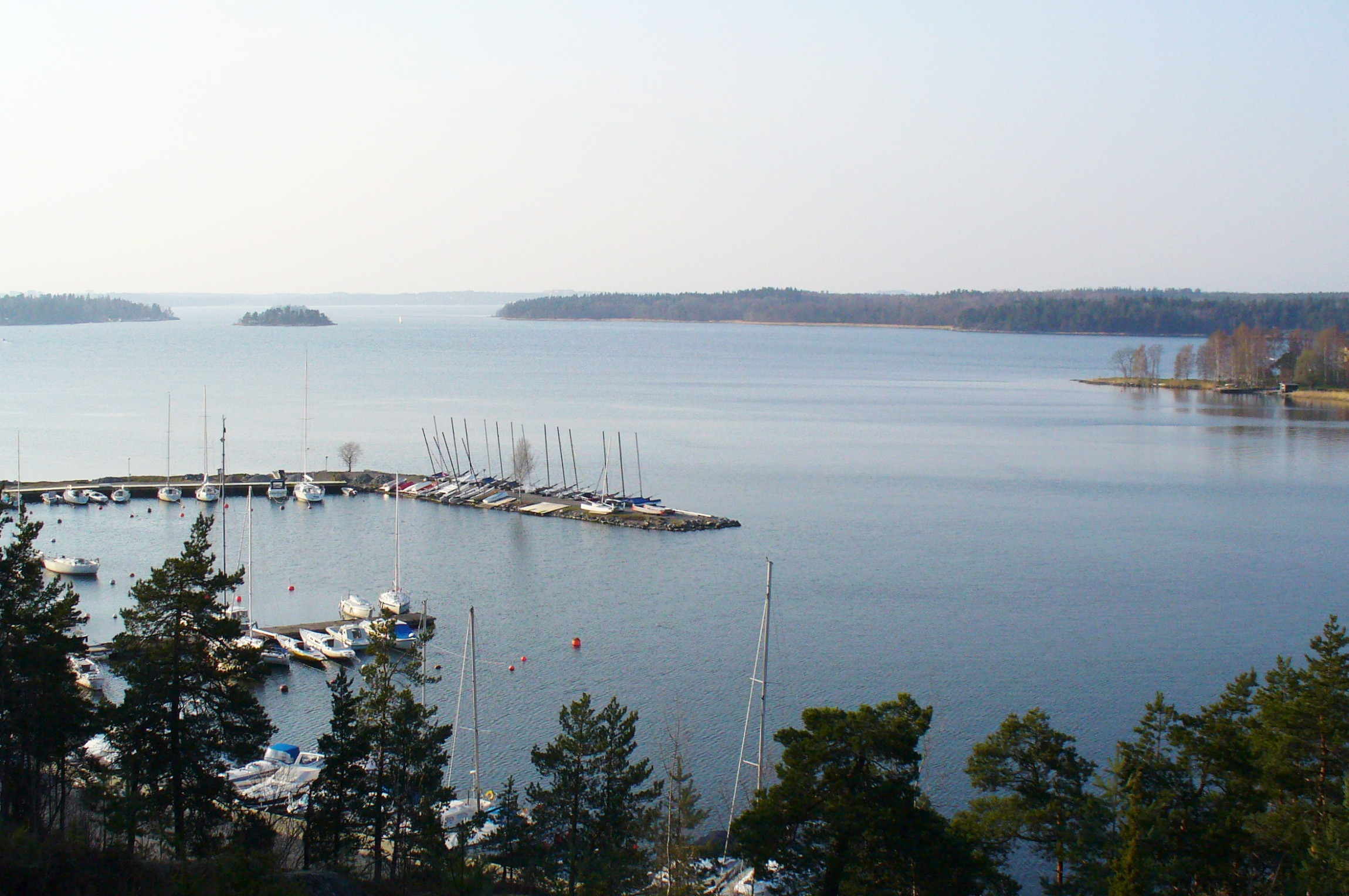
Askrikefjärden i Stockholms skärgård, sedd från Lidingö.

En fjärd är en större, öppen del av en skärgård eller en havsvik, begränsad av större och mindre öar och holmar och eventuellt fastland.
Ibland kan även långsträckta sjöar eller vidgade älvlopp avses, till exempel Hedesundafjärdarna i Dalälven och Glafsfjorden i Värmland.
Fjärd och fjord är etymologiskt sett samma ord, och betyder "farled". Skillnaden är huvudsakligen dialektal: Fjord återfinns i landskapet runt Nordsjön, fjärd från Blekinge skärgård längs utmed svenska Östersjökusten, Ålands hav, Bottenhavet finska Skärgårdshavet, samt finska viken. Gränsen går i Blekinge mellan Vierydsfjorden och Ronnebyfjärden. Fjärd återfinns som geografisk namnled i hela Norden. På isländska och färöiska heter det fjörður (med färöisk ortografi fjørður). Gemensamt för alla är att de avser segelbart vatten. 
Några exempel på fjärdar i Sverige är Björkfjärden i Mälaren, Kanholmsfjärden och Östra Saxarfjärden i den mellersta delen av Stockholms skärgård samt Gåsefjärden i Blekinge skärgård, som fick stor uppmärksamhet då den sovjetiska ubåten U 137 gick på grund där i oktober 1981.

### Fotnoter
1. ↑  ”U 137”. Nationalencyklopedin. https://www.ne.se/uppslagsverk/encyklopedi/l%C3%A5ng/u-137. Läst 26 december 2017.